# Klub 54
Klub 54 (oryg. tyt. 54) – film amerykański z 1998 roku. W rolach głównych wystąpili Salma Hayek, Ryan Phillippe, Neve Campbell oraz Mike Myers.

## Opis fabuły
Fabuła filmu koncentruje się wokół Shane'a (Ryan Phillippe), młodego mężczyzny z Jersey City, który okazuje się na tyle przystojny, żeby dostać posadę barmana w klubie Studio 54. Podczas pracy w klubie Shane poznaje Anitę (Salma Hayek), piosenkarkę oraz jej męża Grega (Breckin Meyer). Imprezowanie w klubie wciąga głównego bohatera, który powoli spada na dno, wraz z coraz gorzej prosperującym klubem.
Wydanie DVD zawiera dodatkowe i alternatywne sceny, które nie znalazły się w wersji kinowej.

## Obsada
- Ryan Phillippe jako Shane O'Shea
- Salma Hayek jako Anita Randazzo
- Neve Campbell jako Julie Black
- Mike Myers jako Steve Rubell
- Sela Ward jako Billie Auster
- Breckin Meyer jako Greg Randazzo
- Sherry Stringfield jako Viv
- Cameron Mathison jako Atlanta
- Noam Jenkins jako Romeo
- Heather Matarazzo jako Grace O'Shea
- Skipp Sudduth jako Harlan O'Shea
- Mark Ruffalo jako Ricko
- Lauren Hutton jako Liz Vangelder
- Michael York jako Ambassador

W filmie wystąpili również:
- Thelma Houston
- Ron Jeremy
- Elio Fiorucci
- Sheryl Crow
- Georgina Grenville
- Cindy Crawford
- Heidi Klum
- Donald Trump
- Cecilie Thomsen
- Frederique van der Wal
- Veronica Webb
- Art Garfunkel
- Peter Bogdanovich
- Beverly Johnson
- Bruce Jay Friedman
- Lorna Luft
- Valerie Perrine
- Stars on 54 (Amber, Ultra Naté, and Jocelyn Enriquez)

## Nagrody i nominacje
Złota Malina 1998
- Najgorszy aktor - Ryan Phillippe (nominacja)
- Najgorsza aktorka drugoplanowa - Ellen Albertini Dow (nominacja)